# Fort de Gwalior

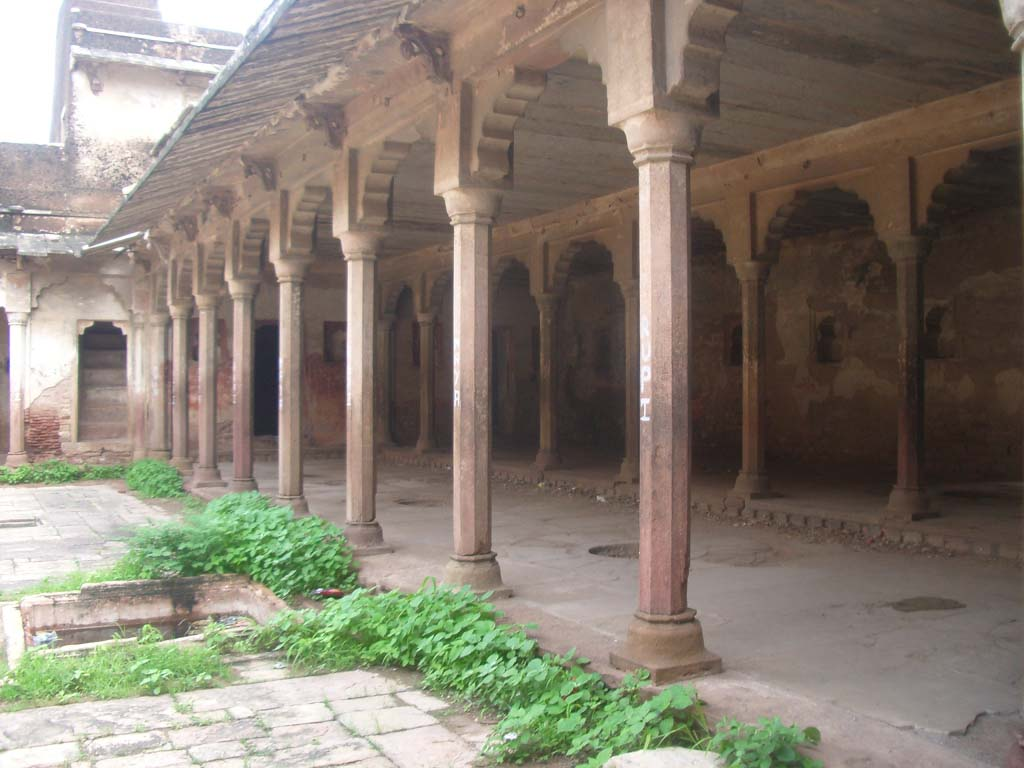
Intérieur du Fort

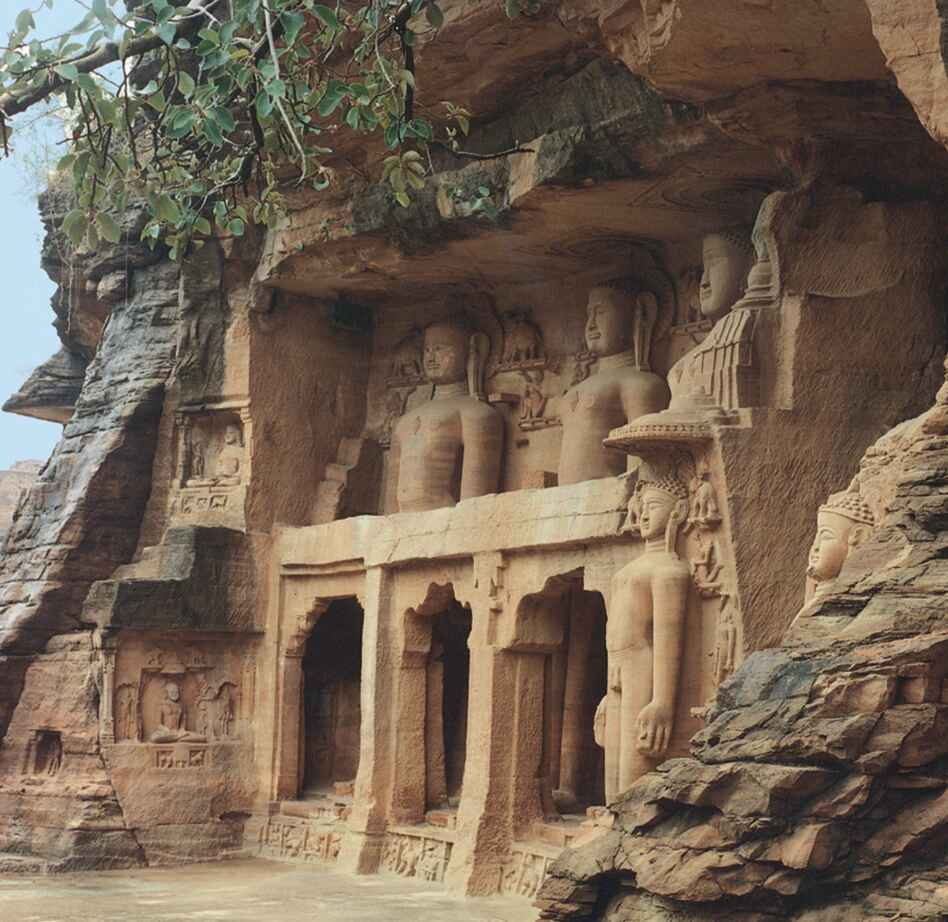
Statue d'un Tirthankara jaïn

Le fort de Gwalior (hindi : ग्वालियर क़िला) est une forteresse située dans la ville de Gwalior, dans l'État du Madhya Pradesh, en Inde.

## Histoire
Le fort a une histoire ancienne, dont l'existence est connue depuis le VIe siècle.
En 1023, le souverain Mahmoud de Ghazni a attaqué le fort, mais a échoué.
Après 1196, il a été assiégé par les troupes de Qutb al-Din Aibak, ce qui a duré jusqu'en 1211.
En 1231, il a été occupé par Shams al-Din Iltutmish.
En 1398, le fondateur de la dynastie Tomara a pris le contrôle du fort, le retirant de la domination du sultanat de Delhi.
Le fort de Gwalior abrite de nombreuses statues jaïnes, datant du XVe siècle. Environ 1 500 statues ont été créées principalement durant le règne de Dūngar Singh et de son fils Kīrtī Singh (1440-1473). Ces statues ont été consacrées par le poète de la cour jaïne Raidhū.
En 1519, le fort a été occupé par le souverain de la dynastie Lodi, Ibrahim Lodi.
Entre 1553 et 1556, il était sous le contrôle du général hindou Hemu de la dynastie Suri.
En 1576, il a été conquis par l'empereur Akbar du Moghol et est devenu sous le contrôle de l'empire.
En 1740, il est tombé sous le contrôle de la tribu Jat, puis est passé sous le contrôle de Madhav Rao Scindia de la maison Scindia.
En 1858, le fort est devenu l'un des bastions de la résistance sous la direction de Lakshmî Bâî, une figure emblématique de la Révolte des cipayes. Elle a été tuée en combattant les forces britanniques le 18 juin, et le fort est tombé le 20 juin.